# Bang Bang (2024)
Bang Bang ist ein Filmdrama von Vincent Grashaw. Die Weltpremiere des Films mit Tim Blake Nelson in der Titelrolle als ehemaliger Boxer und Glenn Plummer, Andrew Liner und Erica Gimpel in weiteren Hauptrollen erfolgte im Juni 2024 beim Tribeca Film Festival.

## Handlung
Bernard Rozyski, der während seiner Zeit als Profiboxer als „Bang Bang“ bekannt war, isst im Ruhestand jeden Tag Ketchup-Sandwiches und trinkt zahllose Flaschen Bier, gleichzeitig aber hält er seinen Körper in Topform. Eines Tages setzt seine Tochter Jen ihren Sohn Justin bei ihm ab und bittet ihren Vater, ein paar Tage auf ihn aufzupassen, während sie einen neuen Job anfängt. Sie würde ihn mitnehmen, aber der neue Job ist in einem anderen Staat und Justin wurde zu gemeinnütziger Arbeit verurteilt und darf die Staatsgrenzen nicht überschreiten.
Dieser Umstand ermöglicht es Bernard, seinen Enkel besser kennenzulernen. Er glaubt, dass der kräftige junge Mann ein großartiger Boxer werden könnte. Justin jedoch ist ein sanftmütiger, ruhiger Junge und scheint kein Interesse am Boxen zu haben. Bernard erzählt Justin Geschichten über das Geld und die „erstklassigen Pussys“, die ihm als junger Mann zuflossen, bis der Teenager dem Training zustimmt. Justin soll bei einer von Darnell Washington gesponserten Wohltätigkeitsveranstaltung an einem Schaukampf teilnehmen, der einst Bernards ärgster Boxrivale war.
In dieser neuen Situation gelingt es Bernie, die Beziehung mit seiner alten Freundin Sharon wiederzubeleben, die heute als Barkeeperin arbeitet. Während andere Menschen ihn für jähzornig und unverbesserlich halten, bringt sie dem vom Pech verfolgten Bernie ein großes Maß an Empathie entgegen. Umgekehrt muss er ihr gegenüber nicht den harten Mann markieren und kann seine zärtliche und fürsorgliche Seite zeigen.

## Produktion

### Regie und Drehbuch
Regie führte Vincent Grashaw, der auch den Filmschnitt übernahm. Bekannt ist er für Filme wie Coldwater, And Then I Go und What Josiah Saw mit Robert Patrick in der Titelrolle. Bang Bang ist sein vierter Spielfilm. Das Drehbuch schrieb Will Janowitz, der unter anderem als Schauspieler in der Folge Mitglied auf Lebenszeit in der Fernsehserie Die Sopranos zu sehen war. „Ich bin mit einer Leidenschaft für den Boxsport aufgewachsen, aber das Drehbuch griff Elemente auf, die ich noch nie zuvor in einem Film gesehen hatte; die Nachwirkungen der schwierigen Karriere eines Kämpfers“, so Grashaw.

### Besetzung und Training

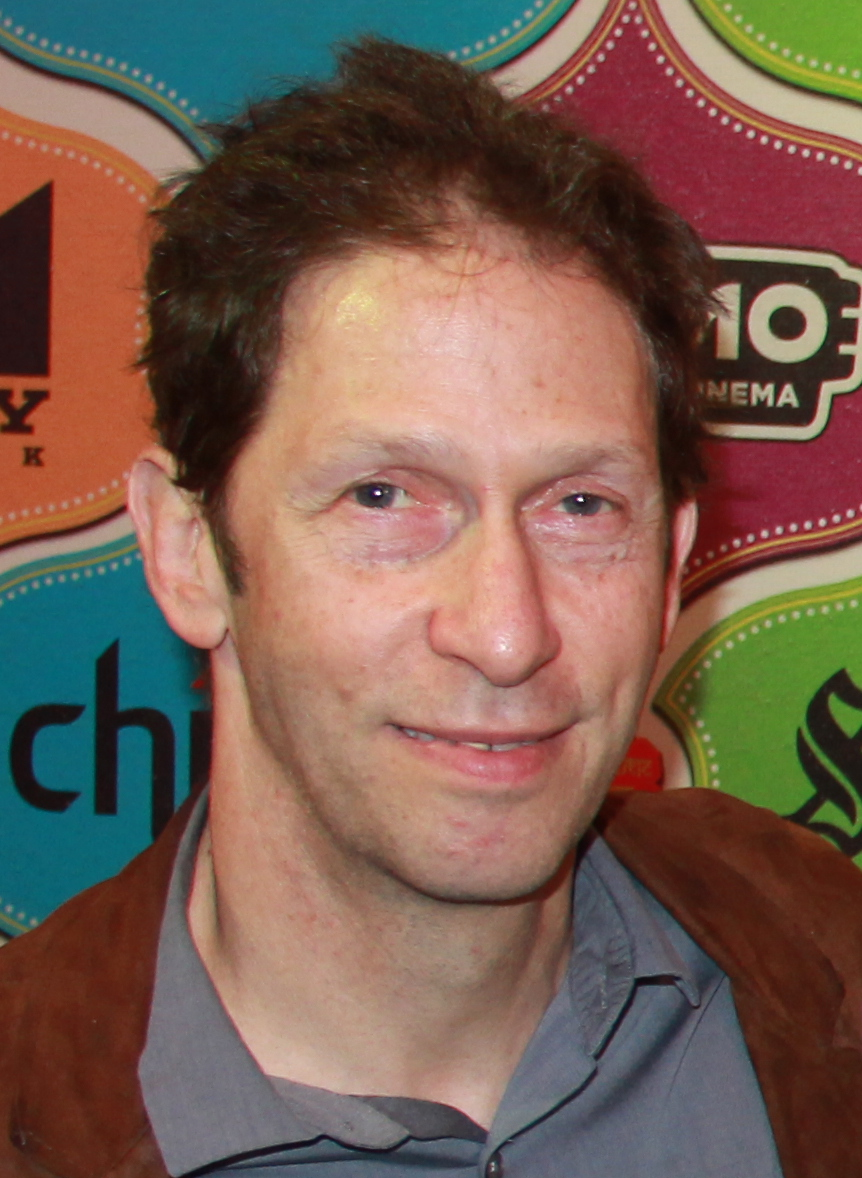
Tim Blake Nelson spielt in der Titelrolle den Boxer Bernard „Bang Bang“ Rozyski

Tim Blake Nelson, bekannt aus Filmen wie Minority Report, The Ballad of Buster Scruggs und Angel Has Fallen, spielt in der Titelrolle den ehemaligen Boxer Bernard „Bang Bang“ Rozyski. Die Tony-Award-Gewinnerin Nina Arianda, bekannt aus Being the Ricardos, spielt seine Tochter Jen und Andrew Liner, der unter anderem in den Fernsehserien Grown-ish und Vampire Academy zu sehen war, deren Sohn Justin. Glenn Plummer spielt Bernards ehemaligen Boxrivalen Darnell Washington. Erica Gimpel ist in der Rolle der Barkeeperin Sharon zu sehen, eine frühere Beziehung von Bernard, die sie wieder aufleben lassen. Kevin Corrigan spielt John Eton, einen alten Freund von Bernard. Daniella Pineda ist in der Rolle von Officer Flores zu sehen. Drehbuchautor Will Janowitz spielt in einer Nebenrolle Dylan.
Als Boxtrainer für Nelson und Liner in den Rollen von Bernard und Justin war Martin Snow tätig, als technischer Berater Teddy Atlas. Mit deren Unterstützung und durch ein viermonatiges Training transformierte Nelson seinen Körper der Rolle entsprechend und konnte hierdurch nach eigenen Aussagen seine anfänglichen Zweifel, insbesondere aufgrund seiner Statur nicht glaubwürdig einen Boxer spielen zu können, überwinden. Liner hingegen war bereits am College sportlich aktiv, ist mit dem Boxen aufgewachsen, geht regelmäßig ins Fitnessstudio und hat zudem in Vorbereitung auf seine Rolle auch zu Hause Krafttraining betrieben.

### Kampfchoreografie und Dreharbeiten
Die Boxszenen im Film wurden von Stuntkoordinator Frank Blake und dem Regisseur choreografiert.
Die Dreharbeiten fanden im Herbst 2022 an verschiedenen Orten in Kentucky statt, so in Newport, Covington, Wilder, Dayton und Edgewood. Als Kameramann fungierte Pat Aldinger, der in der Vergangenheit überwiegend für Musikvideos tätig war, aber auch bei Knuckledust, einem Action-Thriller von James Kermack mit vielen Zweikampfszenen.

### Filmmusik und Veröffentlichung
Die Filmmusik komponierten Will Curry, Henry Nelson und James Wakefield. Zudem werden im Film Dark-Folk-Songs der polnischen Musikgruppe Daj Ognia verwendet, die Bernie als jüngerer Mann auf seinem Plattenspieler hörte.
Die Weltpremiere des Films fand am 11. Juni 2024 beim Tribeca Film Festival statt. Im August 2024 wurde er beim Locarno Film Festival vorgestellt und im September 2024 beim Festival des amerikanischen Films in Deauville. Ebenfalls im September 2024 wurde Bang Bang beim Nashville Film Festival und beim Internationalen Filmfest Oldenburg gezeigt. Im März 2025 wurde der Film beim Manchester Film Festival vorgestellt.

## Rezeption

### Kritiken
Von Filmkritikern wurde die Darstellung des Boxers „Bang Bang“ immer wieder als Karrierehöhepunkt des Schauspielers Tim Blake Nelson beschrieben, der in der Rolle mit all seinen Fehlern vollkommen glaubwürdig sei.

### Auszeichnungen
Festival des amerikanischen Films Deauville 2024
- Nominierung im Wettbewerb[10]

Internationales Filmfest Oldenburg 2024
- Auszeichnung als Bester Darsteller (Tim Blake Nelson)[15]